# Saibara

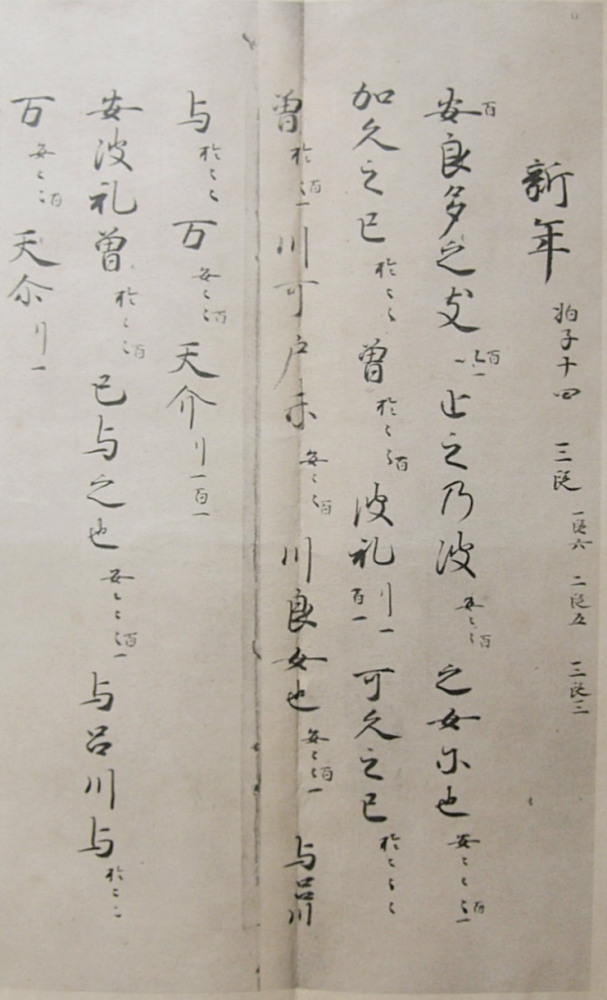
Saibara.

Le saibara (催馬楽) est un genre de musique de cour japonaise avec accompagnement vocal de l'époque de Heian dans les régions de Nara et Kyoto. Ce genre, issu de la musique folklorique traditionnelle (fūzokuuta (風俗歌) de l'époque de Nara,, fait usage d'instruments de tōgaku, à l'exception des uchimono (打物, instruments de percussion), remplacés par des shakubyoshi (笏拍子), baguettes en bois utilisées pour fournir le rythme.

## Histoire du genre
Le saibara s'est peut-être développé à partir de la musique à mener les chevaux comme semblent l'indiquer les caractères chinois dont est composé son nom, mais selon le musicologue allemand Eta Harich-Schneider, il existe plusieurs autres théories.
Les textes des chansons sont courts et simples de caractère et décrivent des scènes de la vie quotidienne. Le répertoire a été une fois estimé à quelque quatre cents chansons. À la fin de l'époque de Nara, l'aristocratie s'intéresse davantage à la musique complexe importée. L'empereur Horikawa (1079-1107), en dépit du goût pour la culture chinoise depuis l'époque de Nara, partage aussi cet intérêt pour le fūzokuuta. Les courtisans chantent des chansons saibara pour se divertir. Un aristocrate à la mode n'est pas considéré « à jour » s'il ne connaît pas les dernières importations chinoises, telles que la musique toka. Au XIVe siècle, en raison des nombreuses guerres, le répertoire saibara diminue car beaucoup de pièces sont perdues dans la tourmente et c'est seulement à la cérémonie de couronnement (Daijōe (大嘗会) de l'empereur Go-Mizunoo qui règne de 1611 à 1629 au palais de Nijo, qu'est tentée la reconstitution d'anciennes chansons saibara et qu'est joué le fameux Ise no umi au palais impérial de Kyōto.
Fujiwara no Fusahin, l'épouse de l'empereur, rapporte dans ses chroniques de cour, combien il est difficile de trouver d'anciens morceaux. Aujourd'hui, le répertoire comprend des chansons folkloriques nouvellement créées imayōuta (今様歌, chanson de style moderne).

## Texte duIse no umi(«Mer d'Ise»)
« Ise no umi no, kiyoki nagisa ni, shihogai ni, nanori zo yatsuma, kai ya hirowamu ya, tama ya hiro wa ya. »
« Près de la mer d'Ise nous voulons récolter le blé de mer, pendant que nous ramassons des moules et des coquillages, nous recueillons des perles, je veux trouver une perle. »